# برايان بورسيل
برايان بورسيل (بالإنجليزية: Brian Purcell)‏ هو مدرب كرة قدم ولاعب كرة قدم بريطاني في مركز الدفاع، ولد في 23 نوفمبر 1938 في سوانزي في المملكة المتحدة، وتوفي في 20 يناير 1969 في هيرفورد في المملكة المتحدة بسبب حادث مرور. لعب مع سوانزي سيتي ونادي هيرفورد.